# Ишимский винно-водочный завод
Ишимский винно-водочный завод — крупное предприятие по производству алкогольных напитков, находящееся в городе Ишим Тюменской области. Завод находится в собственности ОАО «Ишимский винно-водочный завод», среди акционеров которого Администрация Тюменской области, Администрация г. Ишим, акционеры ОАО «Ишимский винно-водочный завод».

## История
В конце XIX века было принято решение об открытии винного склада в г. Ишим Тобольской губернии. Склад был открыт в 1902 году, и уже тогда им было получено разрешение на розлив водки (производство которой находилось под строгим контролем в силу действовавшей государственной монополии).
В 1912 году казённый винный склад № 6 переименован в водочный завод. Основным продуктом была водка «Николаевская», выпускаемая в таре различных емкостей (от 1/200 до ¼ ведра).
Активно развиваясь, предприятие становится и активным проводником революционных идей в жизни общества, в декабре 1917 года на территории предприятия организационно оформился Ишимский уездный комитет большевиков.
В 1937—1941 гг. происходит техническое перевооружение предприятия, установлены три конвейера для производства продукции. Действуют цех розлива, посудный и механический цеха, очистное отделение, тарная мастерская, торговый склад, сеть магазинов для продажи продукции собственного производства. На заводе появляется автотранспорт: трехтонка ЗИС-5, две полуторки. Освоен выпуск водки «Московская особая» (рецепт этой водки был разработан Менделеевым и именно она долгое время являлась основным представителем «русской» водки за рубежом).
С началом войны завод переходит на военные рельсы, выпуская с начала спиртовую пасту для подогрева пищи в полевых условиях, а затем и вовсе разместив на своих площадях производственные мощности машиностроительного завода. Осваивается выпуск изделий оборонного значения, действуют котельно-кузнечный, механический и литейные цеха.
Окончание войны ознаменовалось переходом на выпуск мирной продукции: машин и оборудования для спиртовой, сахарной и других отраслей пищевой промышленности. И только в 1950 году было принято решение о ликвидации машиностроительного завода и восстановлении ликероводочного завода. Уже спустя год была запущена первая линия розлива, установлен конвейер для моечно-разливочного цеха. В 1960 году на заводе имеется три автоматизированных и одна полуавтоматизированная линия розлива, 20 автоматов по расфасовке и оформлению продукции, 15 передаточных и розливных конвейеров, 5 транспортеров. Построены пристанционная спиртобаза и подземное спиртохранилище. На заводе работает 260 человек. Выпускаются десятки наименований изделий, в том числе «Рябина на коньяке», «Сливянка», «Спотыкач», «Лимонная», «Вишневая». Ведется модернизация производства, выпускаются новые виды продукции.
В 1968 году на предприятии 5 автоматизированных конвейерных линий, 5 бутыломоечных машин, выпускается 68 наименований продукции.
Дальнейшее развитие предприятия было прервано началом антиалкогольной кампании в 1985 году, когда налаживается производство безалкогольной продукции. В 1987 году происходит объединение ликероводочного завода с пивоваренным заводом и кондитерской фабрикой, образуется комбинат. Однако уже в 1989 году происходит разукрупнение предприятия.
В 1992 году происходит приватизация предприятия: акционерами стали работники предприятия, и начинается сложный этап адаптации хозяйственной деятельности предприятия к современным рыночным условиям.
Новый этап в жизни предприятия начинается с 1998 г., когда ОАО «Ишимский ликероводочный завод» преобразовывается в ОАО «Ишимский винно-водочный завод», среди акционеров, которого Администрация Тюменской области, Администрация г. Ишим, акционеры ОАО «Ишимский винно-водочный завод».
В 1999—2000 гг. на предприятии устанавливается линия по розливу натуральных грузинских вин и начинается строительство цеха по розливу шампанских вин, помимо этого начинает работу цех по производству майонеза, а также керамический цех. Грузинские вина получают высокохудожественную сувенирную оболочку. Регистрируется торговая марка «Новэра».
Строится широкая дистрибьюторская сеть, происходят первые международные контакты.
Продукция предприятия продается в Москве, Сочи, Екатеринбурге, Тюмени, Сургуте, Омске, Новосибирске, Иркутске.
В мае 2021 года производство всех видов продукции было остановлено и по настоящее время завод не работает.